# سیدی بوزید (الاغواط)
سیدی بوزید (الاغواط) (به عربی: سيدي بوزيد) یک شهرداری در الجزایر است که در استان الاغواط واقع شده‌است. سیدی بوزید ۳٬۸۶۴ نفر جمعیت دارد.